# Cratere di Astroni
Cratere di Astroni este o arie protejată (arie specială de conservare — SAC, sit de importanță comunitară — SCI, arie de protecție specială avifaunistică — SPA) din Italia întinsă pe o suprafață de 253 ha, integral pe uscat.

## Localizare
Centrul sitului Cratere di Astroni este situat la coordonatele 40°50′41″N 14°08′59″E / 40.844722°N 14.149722°E.

## Înființare
Situl Cratere di Astroni a fost declarat sit de importanță comunitară în mai 1995 pentru a proteja 31 de specii de animale. Alte tipuri de protecție:
- arie de protecție specială avifaunistică (în august 2000)[3]
- arie specială de conservare (în mai 2019)[2][4][5]

## Biodiversitate
Situată în ecoregiunea mediteraneană, aria protejată conține 2 habitate naturale: Păduri de Quercus ilex și Quercus rotundifolia, Lacuri eutrofice naturale cu vegetație de tip Magnopotamion sau Hydrocharition.
La baza desemnării sitului se află mai multe specii protejate:
- păsări (27): pescăruș albastru (Alcedo atthis), stârc roșu (Ardea purpurea), stârc galben (Ardeola ralloides), rață roșie (Aythya nyroca), buhai de baltă (Botaurus stellaris), bătăuș (Calidris pugnax), caprimulg (Caprimulgus europaeus), erete de stuf (Circus aeruginosus), porumbel gulerat (Columba palumbus), gușă vânătă (Cyanecula svecica), șoim călător (Falco peregrinus), muscar-gulerat (Ficedula albicollis), lișiță (Fulica atra), găinușă de baltă (Gallinula chloropus), acvilă pitică (Hieraaetus pennatus), piciorong (Himantopus himantopus), stârc pitic (Ixobrychus minutus), sfrâncioc roșiatic (Lanius collurio), gaia neagră (Milvus migrans), vultur pescar (Pandion haliaetus), viespar (Pernis apivorus), cresteț pestriț (Porzana porzana), cristei de baltă (Rallus aquaticus), sitar de pădure (Scolopax rusticola), turturică (Streptopelia turtur), sturz-cântător (Turdus philomelos), Zapornia parva
- mamifere (2): liliacul mare cu potcoavă (Rhinolophus ferrumequinum), liliacul mic cu potcoavă (Rhinolophus hipposideros)
- nevertebrate (2): croitorul mare al stejarului (Cerambyx cerdo), Coenagrion mercuriale

Pe lângă speciile protejate, pe teritoriul sitului au mai fost identificate 2 specii de amfibieni, 5 specii de nevertebrate, 4 specii de reptile.